# John W. Brown
John W. Brown é um diretor de arte estadunidense. Venceu o Oscar de melhor direção de arte na edição de 1968 por Camelot, ao lado de John Truscott e Edward Carrere.